# Sainte-Eulalie, Aude

Sainte-Eulalie este o comună în departamentul Aude din sudul Franței. În 1 ianuarie 2022 avea o populație de 569 de locuitori.